# Максименко, Андрей Васильевич
Андрей Васильевич Максименко (род. 10 января 1981, Москва) — российский хоккейный нападающий.

## Биография
Выпускник «Крыльев Советов», тренер Константин Иванович Смирнов. С 1997 года — игрок «Крыльев Советов-2», в следующем сезоне дебютировал в РХЛ за главную команду, сыграл один матч в плей-офф за ЦСК ВВС. В сезоне 2001/02 перешёл сначала в ТХК, затем в клуб Суперлиги «Молот-Прикамье». В дальнейшем выступал за «Кристалл» Саратов (2002/03, 2004/05), ХК «Брест» (2003/04, Белоруссия), «Крылья Советов» и «Крылья Советов-2» (2003/04), «Нефтяник» Альметьевск (2004/05 — 2005/06), «Титан» Клин (2006/07), «Зауралье» Курган (2007/08 — 2012/13), «Липецк» (2013/14).
Участник чемпионата мира среди юниоров 1999, сыграл 11 матчей за юниорскую сборную. Участник хоккейного турнира зимней Универсиады 2001.
На драфте НХЛ 1999 года был выбран в 5-м раунде под общим 149-м номером клубом «Детройт Ред Уингз».
После завершения карьеры игрока — детский тренер в клубах Балашихи.